# ドイツ系ユダヤ人による慈善協会

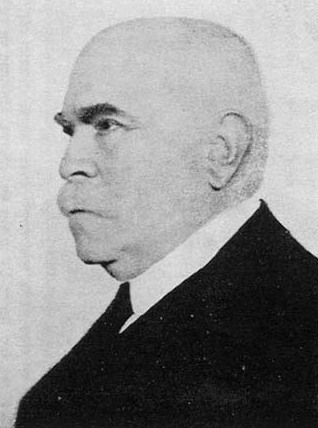
パウル・ナタン博士

ドイツ系ユダヤ人による慈善協会(ドイツ語: Hilfsverein der Deutschen Juden、ヘブライ語: חברת עזרה של יהודי גרמניה)(通称「エズラ」)は、1901年、パウル・ナタン博士によってドイツのベルリンに設立された協会である。
彼に加えて、ジェイムス・サイモン(1932年まで会長を勤めた)、オイゲン・ランダウ、マックス・ヴァルブルクが組織を率いてきた。

## 経歴
ヨーロッパ諸国は、帝国主義的かつ植民地主義的な支配や文化的影響を求めて互いに戦争をし続けていた。
諸国のユダヤ人たちは、自らの市民権を持つ国家の治世に同化し、国の発達に貢献していた。
「エズラ」協会は、このような同化運動の一部から起こった、特にシオニズム的ではないドイツ系ユダヤ人の組織であり、その目的はユダヤ人たちのうちでドイツの文化発達を助け、更に友好的意識を深め、相互扶助を推進しようというものである。
ドイツは国家勢力として、フランスの影響力の代替に、オスマン帝国のスルターンに話を持ちかけようとし、「エズラ」はその活動内で、このような分野でも統合し、「同盟」のうちで優劣を競った。